# Wormsgau
Der Wormsgau oder pagus wormatiensis (auch Wormsfeldgau) war im Mittelalter eine Grafschaft, die sich nicht nur in der Umgebung der Stadt Worms erstreckte, sondern zeitweise den Rhein entlang weit nach Norden bis kurz vor Koblenz ausgriff: die Stadt Mainz gehörte ebenso dazu wie zu Beginn des 9. Jahrhunderts auch Boppard, das allerdings um 825 schon wieder verloren war. Im 10. Jahrhundert verlor der Wormsgau weitere mittelrheinische Gebiete, zumeist zugunsten des Nahegaus, darunter Ingelheim 937, Spiesheim 960, Saulheim 973 und Flonheim 996, bis die Selz nach dem Ende dieser Schrumpfung die Nordgrenze darstellte. Die Verluste im Norden konnten durch Gewinne westlich und abseits des Rheins, vor allem im Pfälzerwald, teilweise wieder ausgeglichen werden.
Der Wormsgau zählte zu den zentralen Besitzungen der Salier.

## Grafen im Wormsgau

### Robertiner
1. Rupert I. (Robert I.) (722/757 bezeugt, † vor 764)[1] 732 dux im Haspengau, 741/742 comes palatinus (Pfalzgraf), um 750 Graf im Oberrhein- und Wormsgau, 757 königlicher missus in Italien, ⚭ um 730 Williswint († nach 768) stiftet am 12. Juli 764 Kloster Lorsch, Erbin am Oberrhein und von Hahnheim in Rheinhessen, Erbtochter des Grafen Adalhelm
2. Rutpert II. (Rutbert II. o. Hruodbertus) (770 bezeugt, † 12. Juli 807), dessen Enkel,[1] 795/807 Graf im Worms- und Oberrheingau, 795 Herr zu Dienheim, ⚭ I Theoderata (Tiedrada) (766/777 bezeugt, † vor 789), ⚭ II Isengarde, 789
3. Rutpert III. (Rutpert III.) († vor 834), dessen Sohn,[1] 812/830 Graf im Wormsgau, Graf im Oberrheingau, 825 kaiserlicher missus im Bistum Mainz, ⚭ um 808 Wiltrud (Waldrada) von Orléans, 829/834 Erbin von Besitz in Orléans, Tochter des Grafen Hadrian und der Waldrat aus dem Haus der Widonen
4. Guntram, dessen Sohn,[1] Graf im Wormsgau 815/837
5. Rutpert IV. (Robert I. der Starke) (X 15. September oder 25. Juli 866 in der Schlacht von Brissarthe) Bruder Guntrams,[1] 836-nach 840 Graf im Wormsgau, 852 Abt von Saint-Martin-de-Marmoutier bei Tours, 853 Graf von Tours, 861/866 nobilis Franciae (Franzien, Ile de France) und Graf von Paris, ⚭ I NN., wohl Agane, ⚭ II Anfang 864 Adelaide (Aelis) von Tours († nach 866) Tochter des Grafen Hugo von Tours (Etichonen) und der Bava, Witwe des Konrad I., Graf von Aargau und Auxerre, Graf von Linzgau (Welfen)
6. Megingoz I., 876 Graf,[2] ⚭ N., Schwester Rutperts IV.[1]
7. Walaho IV. (Werner IV.) 900 Graf, Walachone, ⚭ NN., Tochter Rutperts III.[1]

### Salier
1. Werner V. († wohl 920), Salier, Graf im Nahegau, Speyergau und Wormsgau um 890/910, ⚭ NN aus dem Haus der Konradiner

### Konradiner
1. Konrad Kurzbold († 30. Juni 948), 906/907 und 932 Graf im Wormsgau, 910 Graf im Niederlahngau, 927 Graf im Ahrgau, Graf im Lobdengau, stiftet 910 das Kloster St. Georg in Limburg an der Lahn, wo er auch begraben wurde

### Salier
1. Konrad der Rote († 955), Werners V. Sohn, Graf im Nahegau, Speyergau, Wormsgau und Niddagau, Graf in Franken, Herzog von Lothringen, ⚭ um 947 Liutgard von Sachsen (* 931, † 953) Tochter des Königs Otto I. (Liudolfinger)
2. Otto „von Worms“ († 1004), dessen Sohn, Graf im Nahegau, Speyergau, Wormsgau, Elsenzgau, Kraichgau, Enzgau, Pfinzgau und Ufgau, Herzog von Kärnten
3. Heinrich „von Worms“ († 989/1000) dessen Sohn, Graf im Wormsgau, ⚭ Adelheid († wohl 1039/1046), Schwester der Grafen Adalbert und Gerhard (Matfride)
4. Konrad II. der Jüngere (* wohl 1003, † 1039) dessen Neffe, Graf im Nahegau, Speyergau und Wormsgau, Herzog von Kärnten (1036–1039)